# ふたりはプリキュア Max Heart キャラクター・ミニアルバム
「ふたりはプリキュア Max Heart キャラクター・ミニアルバム」（ふたりはプリキュア マックスハート キャラクター・ミニアルバム）は、東堂いづみによる原作のテレビアニメ『ふたりはプリキュア Max Heart』のキャラクターソング・ミニアルバムシリーズである。2005年7月22日から同年8月24日までに計3枚がマーベラスエンターテイメントからリリースされた。
キャラクターソング、ミニドラマやキャラクターからのメッセージ（おしゃべり）を全収録。「美墨なぎさ/キュアブラック」と「雪城ほのか/キュアホワイト」のCDが2枚同時発売。

## 美墨なぎさ/キュアブラック
収録内容
1. ドラマ1『プリキュアクイズに答えるメポ』 [1:58]
2. ココロハシッテイル。 [3:40]
作詞：青木久美子、作曲：前田克樹、編曲：川本盛文
3. ドラマ2『記憶力のテストメポ』 [2:57]
4. delight 万歳!! [3:11]
作詞：青木久美子、作曲：小杉保夫、編曲：大石憲一郎
5. ドラマ3『大事な宝物』 [2:15]
6. ココロハシッテイル。（オリジナル・カラオケ） [3:41]
7. delight 万歳!!（オリジナル・カラオケ） [3:12]
8. メッセージ『なぎさからみんなへ』 [0:56]

## 雪城ほのか/キュアホワイト
収録内容
1. ドラマ1『素直に書けばいいミポ』 [2:17]
2. if… [4:22]
作詞：青木久美子、作曲：吉山隆之、編曲：川本盛文
3. ドラマ2『素敵な話ミポ』 [3:09]
4. いつもとなりで [4:20]
作詞：青木久美子、作曲：前田克樹、編曲：大石憲一郎
5. ドラマ3『お手紙はできたミポ?』 [2:12]
6. if…（オリジナル・カラオケ） [4:23]
7. いつもとなりで（オリジナル・カラオケ） [4:21]
8. メッセージ『ほのかからみなさんへ』 [1:10]

## 九条ひかり/シャイニールミナス
収録内容
1. ドラマ1『チョコケーキメポ! チーズケーキポポ!』 [2:14]
2. わたしは光 [3:52]
作詞：青木久美子、作曲：小杉保夫、編曲：大石憲一郎
3. ドラマ2『いちごがひとつしかないポポ。』 [2:12]
4. Sunset☆realise [4:11]
作詞：青木久美子、作曲：吉山隆之、編曲：川本盛文
5. ドラマ3『チーズケーキをつくるメポ。』 [2:38]
6. わたしは光（オリジナル・カラオケ） [3:53]
7. Sunset☆realise（オリジナル・カラオケ） [4:12]
8. メッセージ『ひかりからみんなへ』 [1:17]